# 12e Leger (Wehrmacht)
Het 12e Leger (Duits: 12. Armee) was een onderdeel van het Duitse leger in de Tweede Wereldoorlog. Het werd opgericht op 13 oktober 1939 uit de ontbinding van het 14e Leger na de Poolse Veldtocht. Het 12e leger vocht aan het westfront in de Slag om Frankrijk en nam daarna deel aan de Balkanveldtocht alvorens het werd omgevormd naar Legergroep E. Op het einde van de oorlog werd het opnieuw opgericht in Centraal-Duitsland en op 7 mei 1945 capituleerde het 12e Leger.

## Tweede Wereldoorlog

### Westelijk front
Tijdens de aanval op de Lage Landen vormde het 12e Leger onder leiding van generaal Wilhelm List een onderdeel van Legergroep A. Het 12e Leger bestond uit acht infanteriedivisies en had als opdracht om de zuidelijke flank van de legergroep te beschermen tegen een geallieerde aanval. Aanvankelijk bestond het 12e leger uit niet-gemotoriseerde eenheden. De Duitse pantserdivisies waren gegroepeerd in een afzonderlijke eenheid, Panzergruppe Kleist, bestaande uit het 19e Gemotoriseerde Korps onder leiding van generaal Guderian, het 41e Gemotoriseerde Korps onder leiding van generaal Reinhardt en 15e Gemotoriseerde Korps van generaal Hoth. Na de doorbraak zou één pantserkorps worden toegewezen aan het 12e Leger. Gezamenlijk zouden de Duitse tanks en infanterie dan naar het westen oprukken.

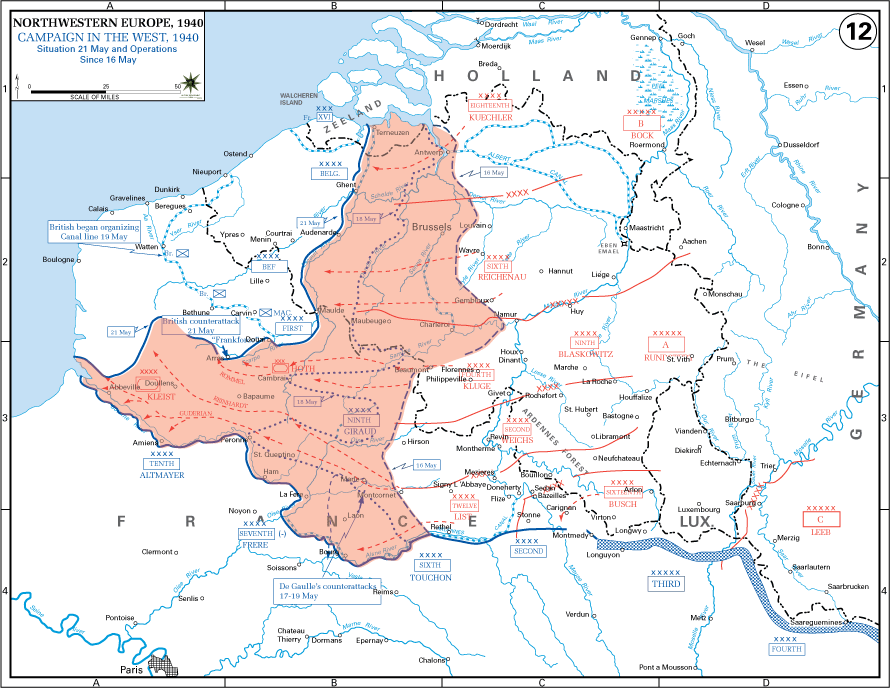
Duitse opmars in Noord-Frankrijk

Spoedig was het plan van het Duitse opperbevel achterhaald door de feiten. Op 13 mei 1940 sloegen de Duitse pantserdivisies een gat in de Franse verdediging bij Sedan, Monthermé en Dinant. In plaats van te wachten op infanteriesteun namen de commandanten van de pantserkorpsen het initiatief en ze stormden verder naar het westen. Het 12e Leger kon de tanks niet bijhouden en pas op 15 mei 1940 stak het de Maas over nabij Sedan en Charleville-Mézières. Op 17 mei 1940 waren de pantserspitsen al gevorderd tot Le Cateau en Ribemont. Er gaapte een gat van meer dan 110 km tussen de pantserkorpsen en het 12e Leger. Het Duitse opperbevel gaf het bevel dat de tanks halt moesten houden, zodat de infanterie hen kon bijbenen. Dit bevel was de aanleiding tot een felle ruzie tussen generaal Guderian, die verder wilde oprukken, en generaal Von Kleist, die wilde wachten op ondersteuning. Uiteindelijk moest generaal List bemiddelen. De infanteriedivisies werden tot het uiterste opgejaagd en op 19 mei 1940 had het 12e Leger posities ingenomen langsheen de Aisne tot aan Bourg. De Duitse opmars ging weer van start, maar voor het 12e Leger veranderde er weinig. De geallieerden hadden te weinig reserves om in de aanval te gaan tegen het 12e Leger.
Op 4 juni 1940 begon Fall Rot, de tweede fase in de slag om Frankrijk. Het 12e Leger brak op 9 juni 1940 door de Franse verdediging aan de Aisne en rukte op naar het zuidoosten met als opdracht om de Franse legers, die nog steeds achter de Maginotlinie lagen te omsingelen. Op 12 juni 1940 stond de voorhoede in Chalons. Gesteund door het XIXe Pantserkorps van generaal Guderian ging de opmars in een hoog tempo verder. Op 17 juni 1940 bereikten de Duitsers de Zwitserse grens en was de omsingeling een feit. Na de Franse capitulatie bleef het 12e Leger tot 31 december 1940 als bezettingsmacht in Oost-Frankrijk gelegerd.

### Balkanveldtocht
Op 3 januari 1941 arriveerden de eerste eenheden van het 12e Leger in Roemenië, de Duitse bondgenoot op de Balkan. Adolf Hitler had besloten om zijn Italiaanse bondgenoot te hulp te komen en Griekenland aan te vallen. Het was de bedoeling dat het 12e leger de kern van de Duitse invasiemacht zou vormen. Na diplomatieke onderhandelingen liet ook Bulgarije Duitse troepen op zijn grondgebied toe en het 12e Leger nam zijn aanvalsposities aan de Griekse-Bulgaarse grens in. De Panzergruppe 1 onder leiding van generaal Von Kleist en het 14e Gemotoriseerde Korps lagen in het westen, het 18e Bergkorps vormde de centrale aanvalsmacht en het 30e Legerkorps lag in het oosten.
De Joegoslavische staatsgreep op 27 maart 1941 doorkruiste het Duitse aanvalsplan. Op 27 maart 1941 besliste het OKW dat het 12e Leger ook zou deelnemen aan de aanval op Joegoslavië. Op 8 april 1940 ging de aanval op Joegoslavië van start. De Eerste Panzergroep stak nabij Pirot de grens over en rukte op in de richting van Niš. Ondanks de slechte weersomstandigheden en de slechte wegen bereikte de 11e Pantserdivisie Niš reeds op 9 april. In Niš zwenkten de tanks naar het noordwesten en volgden de Morava-vallei in de richting van Belgrado. Op 10 april 1941 was het georganiseerde Joegoslavische verzet gebroken en de tanks rolden ongehinderd naar de Joegoslavische hoofdstad. Op 13 april 1941 meldde generaal Von Kleist de val van Belgrado. Het OKW gaf de eenheden van het 12e Leger bevel om terug naar het zuiden te keren om zich op de strijd in Griekenland te concentreren terwijl het 2e Leger de rest van het Joegoslavische leger vernietigde.
Generalfeldmarschall Wilhelm List baseerde zijn aanvalsplan op de ervaringen van de veldtocht in Frankrijk. Het 18e Bergkorps zou de Metaxaslinie frontaal aanvallen terwijl Panzergruppe 1 en het 40e Gemotoriseerde Korps opdracht kregen om op te rukken via de zuidelijke tip van Joegoslavië en de Vardarvallei om op die manier de sterke Griekse Metaxas-linie te passeren.
Op 6 april 1941 begon de aanval op Griekenland. Het 40e Gemotoriseerde Korps overschreed de grens nabij de Strymon-vallei en op 7 april passeerde de voorhoede Kumanovo. Op 8 april 1941 sneed het korps nabij Prilep de belangrijke spoorweg tussen Belgrado en Thessaloniki door, waardoor Joegoslavië niet meer versterkt kon worden door de geallieerden. Het korps keerde nu naar het zuiden en op 9 april overschreden de tanks de Griekse grens en bereikten Florina. De rechterflank van het 12e Leger was diep in vijandelijke gebied opgerukt. De 2e Pantserdivisie was enkele kilometers ten noorden van de Metaxas-linie de Bulgaars-Joegoslavische grens overgestoken en langsheen smalle, modderige bergwegen stak ze op 8 april 1941 de Griekse grens nabij het meer Doiran over. De manschappen kregen geen rust, want de volgende dag raceten ze naar het zuiden en hun voorhoede bereikte op 9 april 1941 Thessaloniki. De Griekse troepen in de Metaxas-linie hadden drie dagen moedig standgehouden tegen het Duitse XVIIIe Bergkorps, maar de val van Thessaloniki betekende dat ze waren afgesneden van de rest van het land. Het Griekse leger in Macedonië capituleerde. Toch hielden sommige Griekse forten nog stand tot het einde van de oorlog.

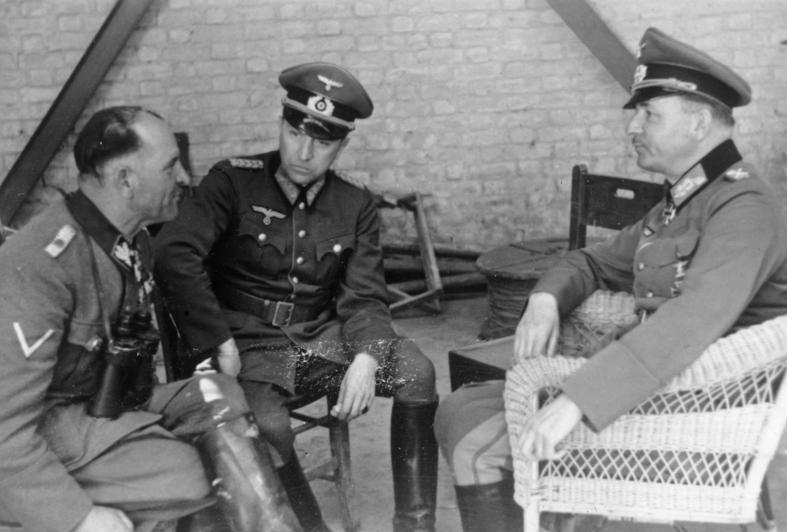
Bespreking tussen Josef Dietrich (links) en Generaal-Veldmaarschalk Wilhelm List (rechts), in het midden Hans von Greiffenberg.

Na de snelle openingsaanval hergroepeerde Generalfeldmarschall Wilhelm List zijn 12e Leger. De komst van de Panzergruppe 1 gaf de Duitsers de nodige aanvalskracht om de Britse posities in de Aliakmon-vallei aan te vallen. Gesteund door de Luftwaffe ging op 10 april het 40e Gemotoriseerde Korps en de Panzergruppe 1 in de aanval. De Britse troepen trokken zich na enkele vertragingsgevechten terug. Op 14 april 1941 gaven ze Kozani op en ze trokken zich terug naar de Olympusberg. Hierdoor kwam de flank van het Griekse 1e leger in Albanië open te liggen en het 12e Leger stuurde de 1e SS-Leibstandarte Adolf Hitler om hun terugtocht naar het zuiden af te snijden. Op 20 april 1941 gaf het Griekse 1e Leger zich over aan Sepp Dietrich.
Intussen waren de Britse eenheden op terugtocht naar het zuiden. Hun achterhoede probeerde het 12e Leger lang genoeg op te houden om de rest van het Britse expeditiekorps te laten ontsnappen. Bij de Olympusberg hielden ze enkele dagen stand, maar toen het 18e Bergkorps op 19 april Larissa veroverde, trokken ze zich terug naar Thermopylae. Ondanks de sterke verdedigingspositie viel de pas op 24 april in handen van de Duitsers. Het werd een race naar het zuiden. Athene werd op 27 april ingenomen en het kanaal van Korinthe viel op 26 april in handen van Duitse Fallschirmjäger. Op 30 april was de volledige Peloponnesos in Duitse handen.
Het 12e Leger fungeerde als voornaamste bezettingsmacht in Griekenland en op 1 januari 1943 werd het leger omgedoopt naar Legergroep E.

### Heropgericht in 1945
Op 10 april 1945 werd het 12e Leger opnieuw opgericht en gestationeerd achter de Elbe. Ondanks het late tijdstip in de oorlog was het moreel van het 12e Leger hoog.
Bestaande uit jonge ongetrainde soldaten, restanten van vernietigde divisies en officieren, die nog in opleiding waren, werd het 12e Leger de laatste hoop van Adolf Hitler. Op 22 april 1945 kreeg generaal Wenck bevel om de omsingelde hoofdstad te ontzetten. Generaal Wenck besefte dat dit bevel onmogelijk was, maar in plaats van op te rukken naar Berlijn probeerde hij het omsingelde 9e Leger te bereiken. Het 12e Leger opende een corridor waardoor duizenden soldaten van het 9e Leger wisten te ontsnappen zodat ze zich konden overgeven aan de westelijke geallieerden in plaats van aan de Russen. Op 7 mei 1945 gaf het 12e Leger zich over aan de Amerikanen.

## Commandanten
| Rang                        | Naam           | Begin            | Eind             |
| --------------------------- | -------------- | ---------------- | ---------------- |
| Kolonel-generaal            | Wilhelm List   | 13 oktober 1939  | 5 november 1940  |
| Generaal der Infanterie     | Hermann Geyer  | 5 november 1940  | 21 december 1940 |
| Generaal-Veldmaarschalk     | Wilhelm List   | 21 december 1940 | 26 oktober 1941  |
| Generaal der Genie-troepen  | Walter Kuntze  | 26 oktober 1941  | 2 juli 1942      |
| Kolonel-generaal            | Alexander Löhr | 2 juli 1942      | 31 december 1942 |
| Generaal der Pantsertroepen | Walther Wenck  | 10 april 1945    | 7 mei 1945       |

Na de val van Frankrijk werd kolonel-generaal Wilhelm List op 19 juli 1940 tot generaal-veldmaarschalk bevorderd.  Tijdens zijn ziekteverlof fungeerde generaal Hermann Geyer als plaatsvervanger.  Generaal Kuntze voerde slechts tijdelijk het bevel.  Hij werd opgevolgd door kolonel-generaal Löhr, die op 12 juli 1942 definitief tot bevelhebber werd benoemd.  Hij was de enige luchtmachtgeneraal die het bevel voerde over een veldleger.  Na de heroprichting van het leger werd generaal Wenck aangesteld als tijdelijke bevelhebber.